# Nesow
Nesow är en ortsteil i staden Rehna i Landkreis Nordwestmecklenburg i förbundslandet Mecklenburg-Vorpommern i Tyskland. Nesow var en kommun fram till 25 maj 2014 när den uppgick i Rehna. Kommunen Nesow hade 239 invånare 2014.